# The Circle (album sastava Bon Jovi)
The Circle je naslov jedanaestog studijskog albuma rock sastava Bon Jovi koji bi trebao biti objavljen 10. studenog 2009.

## Popis pjesama
Sljedeće pjesme potvrđene su na službenoj stranici sastava:
1. We Weren't Born To Follow
2. When We Were Beautiful
3. Work For The Working Man
4. Superman Tonight
5. Bullet
6. Thorn In My Side
7. Live Before You Die
8. Broken Promiseland
9. Love's the Only Rule
10. Fast Cars
11. Happy Now
12. Learn To Love[1]

## We Weren't Born To Follow
Prvi singl pod nazivom "We Weren't Born To Follow" već je u prodaji i moguće ga je kupiti putem interneta te i u potpunosti čuti na službenoj stranici sastava.